# Inspirato
Inspirato è il diciassettesimo album in studio del pianista greco Yanni, pubblicato nel 2014.
All'album hanno collaborato diversi artisti.

## Tracce
1. I Genitori (con Renée Fleming) – 3:59
2. Come un sospiro (con Vittorio Grigolo) – 3:42
3. Ode Alla Grecia (con Plácido Domingo) – 4:51
4. L'Ombra Dell'Angelo (con Katherine Jenkins) – 3:32
5. Amare Di Nuovo (con Nathan Pacheco) – 3:01
6. Hasta El Último Momento (con Plácido Domingo & Renée Fleming) – 3:27
7. Riconoscimento (con Plácido Domingo, Nathan Pacheco, Plácido Domingo Jr., Micaëla Oeste & Chloe Lowery) – 4:38
8. Incanto (con Russell Watson) – 4:07
9. Il Primo Tocco (con Plácido Domingo Jr.) – 3:01
10. Usignolo (con Lauren Jelencovich) – 5:14
11. La Prima Luce (con Rolando Villazón) – 3:15
12. Ode À L'Humanité (con Pretty Yende) – 4:02
13. Nello Specchio (con Katherine Jenkins & Nathan Pacheco) – 4:01